# Antikodon

Tato tRNA má antikodon G_{m}AA, který je komplementární ke kodonům UUC a UUU v sekvenci mRNA. Jedná se o případ, kdy jeden antikodon díky speciální bázi (G_{m}) rozeznává více kodonů kódujících tu samou aminokyselinu (v tomto případě fenylalanin), čímž se ušetří tRNA. Více informací viz wobbling

Antikodon je trojice nukleotidů nacházející se v molekule transferové RNA (tRNA), která umožňuje specifické navázání tRNA na komplementární trojici bází (tzv. kodon) na mRNA molekule. Vazba antikodonu na kodon je jedním ze základních principů čtení genetického kódu a je podmínkou správné translace (syntézy proteinů) na ribozomu.

## Wobbling
Někdy je antikodon zcela komplementární k dané unikátní sekvenci tří nukleotidů (tripletu) na odpovídajícím kodonu. Velmi často však jeden antikodon rozeznává několik různých tripletů. Tyto triplety se přitom liší na poslední pozici kodonu: příkladem je antikodon AAGm, který rozeznává kodony UUU a UUC. Tato třetí pozice je tedy cílem jevu, který se označuje jako wobbling. Mnohdy se na 5' pozici kodonu vyskytují modifikované báze, jako je hypoxantin nebo methylguanin, které mají jiné párovací vlastnosti. Platí, že adenin na antikodonu se může párovat s uracilem, cytosin na antikodonu s guaninem, ale guanin antikodonu se může párovat s cytosinem a uracilem, uracil s adeninem a guaninem a inosin na wobble pozici antikodonu může párovat s cytosinem, adeninem a uracilem (viz tabulka).
| Wobble báze antikodonu | Komplementární báze na kodonu |
| ---------------------- | ----------------------------- |
| A                      | U                             |
| C                      | G                             |
| G                      | C, U                          |
| U                      | A, G                          |
| I                      | C, A, U                       |

Poznámka: Adenin se ale téměř na wobble pozici antikodonů nevyskytuje.